# Герб Тавдинского муниципального округа
Герб Тавди́нского городского округа — основной опознавательно-правовой знак города Тавды и Тавдинского городского округа Свердловской области Российской Федерации (наряду с флагом), составленный и употребляемый в соответствии с правилами геральдики, служащий официальным символом городского округа как муниципального образования.
Герб района утверждён 24 апреля 2003 года решением Думы МО «Тавдинский район» № 01-1/634 как герб Тавдинского района, и внесён в Государственный геральдический регистр Российской Федерации 3 октября 2003 года под № 1170 (первоначально — как герб муниципального образования «Тавдинский район»).
С момента преобразования муниципального района в городской округ в 2006 году используется в качестве герба городского округа.

## Описание и обоснование символики
Геральдическое описание (блазон) гласит:
В рассечённом зелёном и червленом поле серебряная ладья на веслах под парусом и с вымпелом на мачте, обремененная золотым с черными камнями по ободу тарчем (щитом Ермака), сопровождаемая во главе щита серебряным же скачущим лосем с черными глазами, золотыми вооружениями. Щит увенчан золотой территориальной короной о трех остроконечных зубцах.
Основными символами территории были определены лось и ладья со щитом Ермака, что должно напоминать об истории освоения края русскими поселенцами. Ладья также должна символизировать роль реки Тавды как транспортной артерии, обеспечивающей сообщение между Россией (красное поле) и Сибирью (зелёное поле). Фигура скачущего лося символизирует силу и независимость обитателей, лесные богатства округа.
Авторы — члены Уральской геральдической ассоциации Валентин Кондюрин и Александр Грефенштейн.

## История
Первый герб Тавды был разработан в 1992 году. На нём изображены на синем фоне шестерня, реторта, стилизованные ели и волны реки Тавды. Этот герб был опубликован в книге «Каталог современных гербов городов стран содружества на значках». Данные символы рассказывают об машиностроительной, химической и лесоперерабатывающей промышленности города.
Работа над современными гербом и флагом началась в марте 2001 г. Первоначально при составлении герба упор был сделан на представление лесных богатств района. В соответствии с решением Думы муниципального образования от 28 февраля 2002 г. № 23 «О согласовании проекта герба муниципального образования Тавдинский район» был принят за основу вариант с изображением соболя перед хвойно-лиственным деревом переменных с полем цветов.
Описание этого герба гласило.:
Шит рассечен зеленью и золотом, справа половина липы, слева половина сосны переменных цветов; поверх всего серебряная рысь с золотым языком.
Однако позже концепция герба изменилась. Герб и флаг Тавдинского района Свердловской области приняты Решением Думы МО «Тавдинский район» № 31 от 24 апреля 2003 года. После преобразования Тавдинского района в Тавдинский городской округ герб используется с рекомендованной для городских округов короной (золотой стенчатой с пятью зубцами).